# Šubic
Šubic je priimek več znanih Slovencev:
- Alenka Šubic, oblikovalka
- Aleš Šubic, igralec
- Alojz Šubic (1865—1905), slikar
- Barbara Viki Šubic, arhitektka, oblikovalka
- Blaž Šubic (1827—1899), podobar in kipar
- Branko Šubic (1923—1982), zdravnik kirurg
- Ciril Šubic (*1928), zdravnik kirurg
- Ivan Šubic (1856—1924), matematik, naravoslovec, umetnostni zgodovinar, slikar, organizator obrtnega šolstva (Tehniške sred. šole v Lj)
- Ive Šubic (1922—1989), slikar in grafik
- Jana Šubic Prislan, muzealka, restavratorka (keramika)
- Janez Šubic (st., "Loški") (1830—1898), podobar
- Janez Šubic (ml.) (1850—1889), slikar
- Janez Šubic (1821—ok.1890?), duhovnik in prevajalec
- Jože Šubic (*1958), grafik, slikar
- Jožef Šubic (1802—1861), publicist in prevajalec
- Jožef Šubic (1862—1925), slikar
- Jurij Šubic (1855—1890), slikar
- Maja Šubic (*1965), slikarka, freskantka, ilustratorka
- Marko Šubic (*1965), inž. kemijske tehnologije, gorski kolesar, aforist
- Maruša Šubic, plesna učiteljica
- Maruška Šubic Kovač (*1958), gradbenica, strok. za komunalno gospodarstvo, prof. FGG
- Miha Šubic (*1988), filmski režiser, scenarist, animator, montažer
- Miran Šubic (*1958), novinar, urednik, predsednik društva Trma
- Mirko Šubic (1900—1976), slikar in restavrator, šolnik, profesor ALU
- Pavel Šubic (st.) (1772—1847), rezbar, podobar, po času prvi likovnik Poljanske doline
- Pavle Šubic (Pavel ml.) (1861—1929), podobar
- Peter Šubic (1938—2017), judoist, športni delavec in pedagog
- Rajko Šubic (1900—1983), slikar, akvarelist, grafik, ilustrator (upodobitve konj)
- Rezka Šubic Pleničar, knjižničarka
- Simon Šubic (1830—1903), fizik in matematik, univerzitetni profesor
- Špela Šubic, arhitektka, kustosinja za industrijsko oblikovanje
- Štefan Šubic (1820—1884), podobar (oče Janeza in Jurija)
- Tina Šubic Dodočić (*1966), filmska maskerka (dela v Beogradu)
- Tjaša Šubic, zravnica pulmologinja
- Urška Batista (Šubic) (*1950), celična biologinja
- Valentin Šubic (1859—1927), podobar, kipar
- Valentin Šubic ("Tinik") (1861—?), ljudski umetnik
- Vera Murko (r. Šubic) (1914—2001), igralka
- Vladimir Šubic (1894—1946), arhitekt
- Zorka Šubic Ciani (*1938), arheologinja